# Bystřická lípa
Bystřická lípa byl památný strom v Bystřici nad Úhlavou části města Nýrsko v okrese Klatovy. Lípa velkolistá (Tilia platyphyllos Scop.) rostla u kaple nad obcí, její stáří bylo odhadováno na 300 let, výška stromu byla 21 m, obvod kmene 532 cm (měřeno 1977), byla chráněna od 26. května 1977. 
V roce 2003 se zlomila jedna z kosterních větví, bylo zjištěno, že  strom je částečně nahnilý, proto bylo provedeno odborné posouzení a doporučena instalace nedestruktivních vazeb. V roce 2004 však došlo při vichřici k odlomení i druhé kosterní větve a kmen se v podstatě rozpadl. Zůstala jen jedna kosterní větev, která zasahovala nad střechu  kaple a hrozilo její akutní zřícení. Strom byl okamžitě pokácen. Na základě této skutečnosti byla 23. března 2005 ochrana stromu zrušena.